# マーク・ヤング
マーク・ エイチソン・ヤング（英語: Sir Mark Aitchison Young, GCMG KStJ，繁体字: 楊慕琦、1886年6月30日 – 1974年5月12日）は、イギリスの植民地官僚。1909年から1928年にかけてスリランカに勤務し、植民地長官主席補佐兼セイロン行政局秘書官を勤めた。後にシエラレオネ及びイギリス委任統治領パレスチナに勤務し、その間シエラレオネ植民地長官と、パレスチナおよびトランスヨルダン高等弁務官代理を務めた。ヤングは1933年から1938年にかけてバルバドス総督、1938年から1941年にかけてタンガニーカ総督に就任した。この2回にわたる総督任期内においては改革を推進者として知られ、イギリス本国政府から評価された。
1941年、ヤングは第21代香港総督に任じられ、9月に着任した。しかし3ヶ月後には太平洋戦争が勃発し、日本軍が香港に侵攻する。18日間の抵抗の後、香港政庁および英軍は1941年12月25日の「ブラック・クリスマス」に日本軍に対し無条件降伏し、ヤングは捕虜となった。戦争中、香港のペニンシュラホテル、台湾、満州国の奉天市に投獄され、戦争後半には苦難の日々を過ごした。1945年8月の第二次世界大戦終結後、ヤングはすぐには香港総督に復職せず、翌年5月に復職するまで、香港の事務はセシル・ハーコート（英語: Cecil Harcourt）が設立した軍政の手に委ねられた。
戦後、ヤングは「ヤング・プラン」と呼ばれる香港の政治改革を提案し、選挙で選ばれる市議会を設置して政府権力を分散させることを計画した。しかし地域情勢やその他の客観的な条件から実施は困難視され、ヤングが1947年5月に就任後わずか1年で退任すると、関連する改革は後任者であるアレキサンダー・グランサムの支持を得られずに行き詰まり、後に頓挫した。その後、香港では長らく大きな政治改革は行われなかった。

## 生涯

### 幼少期と家庭環境
1886年6月30日、ヤングは英領インドに生まれた。父方の原居地はイングランドバークシャー州で、父親であるウィリアム・マクワース・ヤング（英語: Sir William Mackworth Young, KCSI、1840年 – 1924年）はインド植民地官僚であり、マイスールの理事官、クールグ州（現在のコダグ）の首席専門官、パンジャブ州副総督等の職にあった 。ヤングの母親であるフランシス・マリー・エガートン（Frances Mary Egerton、？ – 1932年）はウィリアムの二番目の妻で、彼女の父親であるロバート・アイルズ・エガートン（Sir Robert Eyles Egerton、1827年 – 1912年）もまたパンジャブ州副総督であった。
父の前妻との間に生まれた娘を除くと、ヤングは6人兄弟の3番目で、2人の兄、ジェラード・マックワース＝ヤング（Gerard Mackworth-Young、1884年 – 1965年）はインドで公務員と考古学者を務め、ヒューバート・ウィンスロップ・ヤング少佐（Major Sir Hubert Winthrop Young、1885年 – 1950年）は陸軍少将で植民地総督を務めた。3人弟妹のうち、末っ子のノーマン・エガートン・ヤング（Norman Egerton Young、1892年 – 1964年）は英国大蔵省の官僚であり、スエズ運河会社の取締役を務めた 。さらに、いとこには著名な登山家であり教育者のジェフリー・ウィンスロップ・ヤング（Geoffrey Winthrop Young、1876年 – 1958年）がいる 。
ヤングはインドで生まれたものの、幼少期は本国であるイギリス・イングランドに戻され、教育を受けることになった。イートン校とケンブリッジ大学キングス・カレッジに学び、古典文学士として一級優等学位を得て卒業した。

### 植民地官僚として
卒業後、ヤングは1909年に植民地省に入省し、同年11月に候補生（cadet）としてセイロン植民地政府に初めて赴任した。1910年8月には北部州政府代表の事務補佐官に任命され、1911年11月にはキャンディ政府代表の補佐官に赴任した。1913年1月、ムライティブ政府代表補代理に任命され、1913年11月に植民地長官第4補佐官として総務庁に戻され、1914年2月には第3補佐官となり、9月には第2補佐官兼セイロン立法参事会書記となったが、1ヵ月後には再び第3補佐官となった。
第一次世界大戦勃発後、ヤングは1915年から1919年まで陸軍に所属し、終戦後1920年1月に植民地長官第3補佐官として政府に復帰、同年7月に第2補佐官となり、1922年3月にはハンバントタの政府代表補佐官に任命された。1923年3月、セイロン政庁植民地長官主席補佐官兼行政評議会秘書官に昇進し、1928年には英国政府から西アフリカのシエラレオネ政庁の植民地長官に任命され、1929年にはシエラレオネ総督代理を務めた。1930年、ヤングは総務長官としてパレスチナ委任統治領に転出し、1931年にはパレスチナ高等弁務官に任命された。1933年6月には再び昇進し、しばらく空席となっていたバルバドス総督兼三軍総司令として大西洋に赴任し、同年8月5日に正式に着任した。

### バルバドス総督
ヤングが総督に就任する前の1930年代、主軸であったサトウキビの不作が長引き、バルバドス経済は不況に陥り、失業者が急増していた。その結果、ヤングの任期は失業問題の解決に重点が置かれた。不況のために政府の歳入は減少していたが、彼は貧しい地区の社会サービス、教育、医療の発展のためにかつてないほど多くの資金を費やし、さまざまな民生問題に取り組む委員会が複数設置された。同時に、この機会を利用してヤングは社会改革を進め、議会にプランテーション農場主以外の意見を反映させることで、プランテーション農場主による経済独占という長期にわたる不公平な状況を変えようと試みた。
実は、ヤングは植民地勤務の初期にすでに改革への支持を示していた。そのため、バルバドス総督に就任すると、彼はバルバドスにおける長年の白人による政治支配を打破しようとした。例えば1936年、ヤングは改革派の声を反映させるため、地元の白人改革派であるキース・ウォルコット（Keith Walcott）を司法長官と代議院議員に任命した。翌年には、地元の黒人であるアースキン・ウォード（Erskine Ward）を判事に任命した。ウォード自身も民主連盟のメンバーであり、黒人として初めて代議院議員になった一人であったため、ヤングのこの任命は、彼が民主主義と自由を重視していることを示すものであった。これとは対照的に、バルバドスの保守的な農場主や実業家はこれによって圧力を感じていた。
ヤングが在任中に行ったもう一つの大きな貢献は、老齢年金の導入であった。老齢年金導入の提案が最初に持ち上がったのは1936年であったが、ヤングは直ちにこの提案を重視し、同年8月に老齢年金導入の実現可能性を調査する委員会を設置した。委員長は司法長官のウォルコットで、他の委員は4人の代議院議員、2人の立法評会議員、その他2人であった。注目すべきは、委員長が改革派、他の2人が黒人、4人が農場主と実業家であったことで、これにはヤングが地域社会のあらゆる分野からバランスの取れた参加を求めようとしたことが反映されている。同年11月、委員会は報告書を発表し、バルバドスに年金制度を導入すべきであると述べた。
報告書が公表されてから、1937年7月にはバルバドスで年金制度の導入を求める暴動が発生した。ヤングはこれを機に、長年準備していた草案を10月に議会に提出した。年金制度導入の草案は代議院で一連の議論を呼び起こし、地主や実業家の多くは財政負担を増やすことを嫌がり、政府の財政状況では将来的に年金を支出する余裕がなくなるかもしれないと述べた。それでも結局、法案は3回の読会を経て可決され、1938年5月1日に施行された。この法律の成立により、バルバドスに継続して20年間居住していた高齢者は、週1シリング6ペンスの年金を受け取る権利を得た。
ヤングはバルバドスでの卓越した業績が認められ、ロンドンの植民地省に認められた。その結果、1937年11月から1938年2月まで、彼はトリニダード・トバゴの総督代行を兼任することとなり、アーサー・フレッチャー卿の後任となった。1938年3月、ヤングはバルバドス総督を退任し、タンガニーカに赴任、1938年7月8日から1941年6月19日までタンガニーカ総督兼三軍総司令を務めた。

### タンガニーカ総督

英領タンガニーカの旗

東アフリカのタンガニーカは1885年からドイツに占領され、第一次世界大戦でドイツが敗れた後の1919年に国際連盟からイギリスの統治下に移されたため、タンガニーカにおけるイギリスの統治基盤は、他の植民地よりも脆弱であった。 ヤングがタンガニーカ総督に就任した当時、チェンバレン政権はナチス・ドイツに対する宥和政策を積極的に進めており、タンガニーカの世論は、宥和政策の一環としてイギリスがタンガニーカをドイツに返還することを懸念し、民心は離れ、士気は低かった。タンガニーカに対するイギリスのコミットメントが変わらないことを示すため、ヤングは任期中、経済やその他の改革を熱心に推進し、行政評議会と立法評議会の権限を拡大することで、民心の安定に成功した。
1939年9月に第二次世界大戦が勃発すると、ヤングは植民地政府転覆の可能性を減らし、戦時における現地社会の安定を確保するため、植民地から一定数のドイツ人を強制収容所に連行した。 タンガニーカでの功績は本国に認められ、1941年には第21代香港総督兼三軍総司令に任命され、厳しさを増す香港の情勢に対処することになった。

### 香港総督

#### 香港陥落
1941年9月10日、植民地省の制服に身を包んだヤングは皇后碼頭に降り立ち、健康上の理由で辞任していたジェフリー・ノースコートの後任として正式に着任した。ヤングは香港到着後の9月25日、立法評議会を初めて召集した。当時、香港の各界は日本軍が約2カ月後に香港に侵攻してくるとは予想しておらず、ヤングも3カ月後に日本軍の捕虜になるとは想像もしていなかった。日本は1937年7月に中国への侵略戦争を開始し、1938年10月には日本軍が大亜湾に上陸、瞬く間に広州を占領し、大陸と香港の国境を守るイギリス軍と対峙していた。しかし日本政府はまだイギリスとの戦争に躊躇していたため、まだ香港に戦火は及んでいなかった。
香港政庁は中立を保っていたが、日増しに悪化する東アジア情勢の影響を受けて、香港は前任者のノースコートが在任中の1937年以来、日本軍が南下して香港に侵攻してきた場合に備えて戦争準備を進めていた。イギリス極東軍司令官ロバート・ブルック＝ポッパム大将は、当時のチャーチル首相に香港駐留軍の増員を提案していたが、チャーチルは、香港はすでに日本軍に包囲されており、日本軍が香港に侵攻した場合、香港陥落は時間の問題と考え、香港駐留軍の増員は全滅を覚悟しなければならないと懸念して、香港への増派を拒絶した。そのため、ヤングが1941年9月に香港総督に就任したとき、香港のイギリス軍駐留兵力は約11,000人、それに現地で徴兵した香港義勇軍の約1,387人を加えただけだった。ここからも、香港は日本の侵略という圧力に直面しながらも、その守備兵力は依然として薄弱なままであったと言える。
香港防衛にカナダから1,975人の援軍が派遣されたことで守備兵力は少しばかり増強されたものの、カナダ軍が香港に到着した11月はすでに太平洋戦争勃発間近であったために、戦争に備える十分な時間は残されていなかった。この他、香港政庁は11月初頭に香港華人軍団を設立し、新兵47人を初めて招募している。これは守備兵力の補填が期待されたものであったが、現地で採用された新兵は必要な訓練を修了しないまま、12月には実戦投入されることになった。
英国の情報部門は日本との開戦は早くても1942年の夏以降になるだろうと予測しており、香港政庁も戦争準備を進めると同時に、英軍には敵軍の侵攻に対する防御能力があると強調していたため、香港社会は以前のままであった。12月3日、英国政府は日本がタイ経由で英領マラヤに侵攻しようとしていることを知った。ロンドン当局は12月5日、香港に電話でこれを伝えた。駐香港英軍司令官クリストファー・モルトビーは12月6日、戦争に備えて部隊の配備を開始したが、香港政府は社会がパニックに陥るのを避けるため、戦争が間近に迫っていることを国民に知らせず、モーゼス・ユングは12月6日、ペニンシュラ・ホテルで開かれたチャリティー舞踏会に出席することさえした。 香港市場は平和と繁栄の状態にあった。
1941年12月8日未明（東アジア時間）、日本は太平洋の真珠湾にあるアメリカ海軍基地を急襲、宣戦布告せずに戦争を開始した。日本は真珠湾攻撃と同時に、「南方作戦」として東南アジア各地に侵攻した。この状況を鑑み、ヤングは動員令を発令し、香港が非常事態に入ったことを宣言した。日本軍は12月8日早朝に香港に侵攻し、香港の戦いが幕を切って落とされた。日本軍の飛行隊は午前8時に啓徳飛行場を空襲し、イギリス空軍が象徴として配備していた5機の航空機はほとんど全て破壊された。ヤングは同日午後に行政評議会・立法評議会の緊急会議を開いた。午後8時、ヤングはラジオで談話を発表し、日本が邪悪な目的で戦争を発動したことを非難し、軍と市民が日本軍の空襲に対して勇敢に立ち向かったことを賞賛した。ヤングは香港の人々とともに戦争の困難な時代に立ち向かう決意を語り、また香港の人々が団結して敵と戦うよう訴えた。
戦闘経験が豊富で、空海陸の装備も充実する日本軍の攻撃を前に、英軍は積極的に遅滞戦術をとった。しかし葵涌および香港の英軍守備線は衆寡敵せず、日本軍の激しい砲撃の前に雪崩れを打つように潰走した。新界西部のジン・ドリンカーズ・ラインの防衛線左翼は日本軍に突破され、九龍半島の守備も危うくなったため、英軍は12月11日に香港島への撤退を決定し、12月13日早朝に撤退作戦を完了した。日本軍は、香港島に立て篭もるイギリス軍には戦う意志がなく、一兵卒も失わずに香港島を奪取できると考え、12月13日朝、香港島に投降勧告の使節を派遣し、砲撃と空襲の威嚇のもとに守備隊を降伏させようとしたが、ヤングはこれをきっぱりと拒否した。
ヤングが降伏を拒否した後、日本軍は香港島を砲撃・空襲し、12月17日に2度目の降伏勧告を行ったが、ヤングは依然として降伏を拒否した。12月18日夜、日本軍は砲撃による煙がイギリス軍の観測を妨害しているのに乗じ、香港島の北角、太古ドックヤード、アルドリッチ湾にそれぞれ上陸し、英軍と日本軍の間で激しい戦闘が繰り広げられた。特に12月19日と20日には黃泥涌峡で壮絶な戦闘が行われた。
12月21日、チャーチルは香港に電報を送り、守備隊に最後まで抵抗するよう激励し、「降伏する考えを持つべきではない」と述べたが、 当時のイギリス軍が敗北を覆すことは難しく、日本軍の強力な兵力と火力の下で、戦いながら撤退するしかなかった。12月21日から24日にかけて、英軍は反攻を開始したが、日本軍を撃退することはできなかった。 1941年12月25日のクリスマス当日、ヤングは兵士たちを鼓舞するためにクリスマス・メッセージを伝えた。しかし午後3時、モルトビー将軍は、守備側の敗北は確定しており、戦闘を続ければ兵士や民間人の死傷者が増えるだけだと告げ、降伏を検討するよう提案した。ヤングは香港政庁指導部と話し合った後、降伏を決断し、政治・軍事の指導者と連絡を取り、できるだけ早く香港から脱出するよう促した。開戦からここまでの日数はわずか18日であった。
12月25日午後4時、イギリス軍前線は白旗を揚げ始め、日本軍は停戦に同意した。その1時間後、イギリス軍は降伏交渉のため、銅鑼湾の日本軍臨時司令部に将校を派遣したが、日本軍はイギリス軍に降伏文書の提出を要求したため、ヤングとモルトビーは午後6時20分、日本軍司令部に直接出向き、降伏文書を手渡さなければならなかった。その後、日本軍は将校を派遣し、ヤングらをスターフェリーに乗せ、ビクトリア・ハーバーを渡って九龍の尖沙咀に連れて行った。午後7時、彼らはペニンシュラ・ホテルの日本軍臨時司令部に赴き、侵攻軍の指揮官であった酒井隆中将に正式に降伏し、降伏調印式を行った。香港での調印式は酒井隆中将が自ら司会を務め、香港政庁と英軍はヤング総督とモルトビー司令官が代表を務めた。
英軍は11日に九龍からの撤退を決定したため、九龍の発電所が日本軍に使用されるのを防ぐため、英軍と中華電力の技術者は撤退前に紅磡の鶴園発電所を破壊した。その結果、九龍はずっと停電になっており、当時すでに日が落ちていたため、降伏式が行われた336号室はろうそくでしか照らすことができず、ヤングはろうそくの薄明かりの下で無条件降伏に同意する降伏文書に署名しなければならなかった。
この日以来、香港は正式に陥落し、3年8ヶ月間日本の占領下に置かれた。ヤングが降伏した日がクリスマスだったことから、この日は「ブラック・クリスマス」とも呼ばれている。

#### 捕虜として
ヤングは、アメリカ独立戦争中の1781年にコーンウォリス侯爵が降伏して以来、降伏して植民地の支配を失った初めてのイギリス人官僚である。降伏の翌日、ウォリス准将率いるスタンレー守備隊は降伏を確認して砲撃を停止したが、ヤング自身は降伏文書に署名した後、すぐに日本軍の捕虜となった。日本軍が香港を占領した後、旧植民地政庁関係者のほとんどはスタンレー収容所に収容されたが、ヤングは当初日本軍に丁重に扱われ、ペニンシュラ・ホテルに軟禁された。その後、日本軍はヤングを台湾に移送し、そこで抑留した。台湾の捕虜収容所に収監されたイギリス人捕虜にはヤングのほか、海峡植民地総督のシェントン・トーマスなど、連合国陣営の植民地政府高官も含まれていた 。残念ながら、ヤングは現地では竹の檻に入れられるなどして日本軍に虐待された。第二次世界大戦の後半、ヤングは満州国の奉天捕虜収容所に移送された。1945年8月に日本軍が降伏したとき、彼はすでに亡くなっていると思われていたが、その後ソ連軍が中国東北部を占領した際に発見された。
日本軍に数年間抑留されたヤングは、基本的な飲食物すら与えられず、釈放されたときには健康状態も思わしくなかった。そのため、すぐに香港総督の職には戻らず、ロンドン政府の計らいで、まず英国に戻って療養することになった。1945年8月に香港が英植民地に復帰すると、まず輔政司のフランクリン・ギムソン卿によって臨時政府が設置され、その後、ロンドンの指示により英国海軍のセシル・ハーコート少将が臨時軍事政権を樹立して、軍法による統治を行った。1946年5月1日にヤングが香港に戻り、香港総督に復帰すると、軍政は終了した。復帰前、ヤングは戦時の働きから英政府より聖マイケル・聖ジョージ勲章に叙勲された。

#### ヤング・プラン

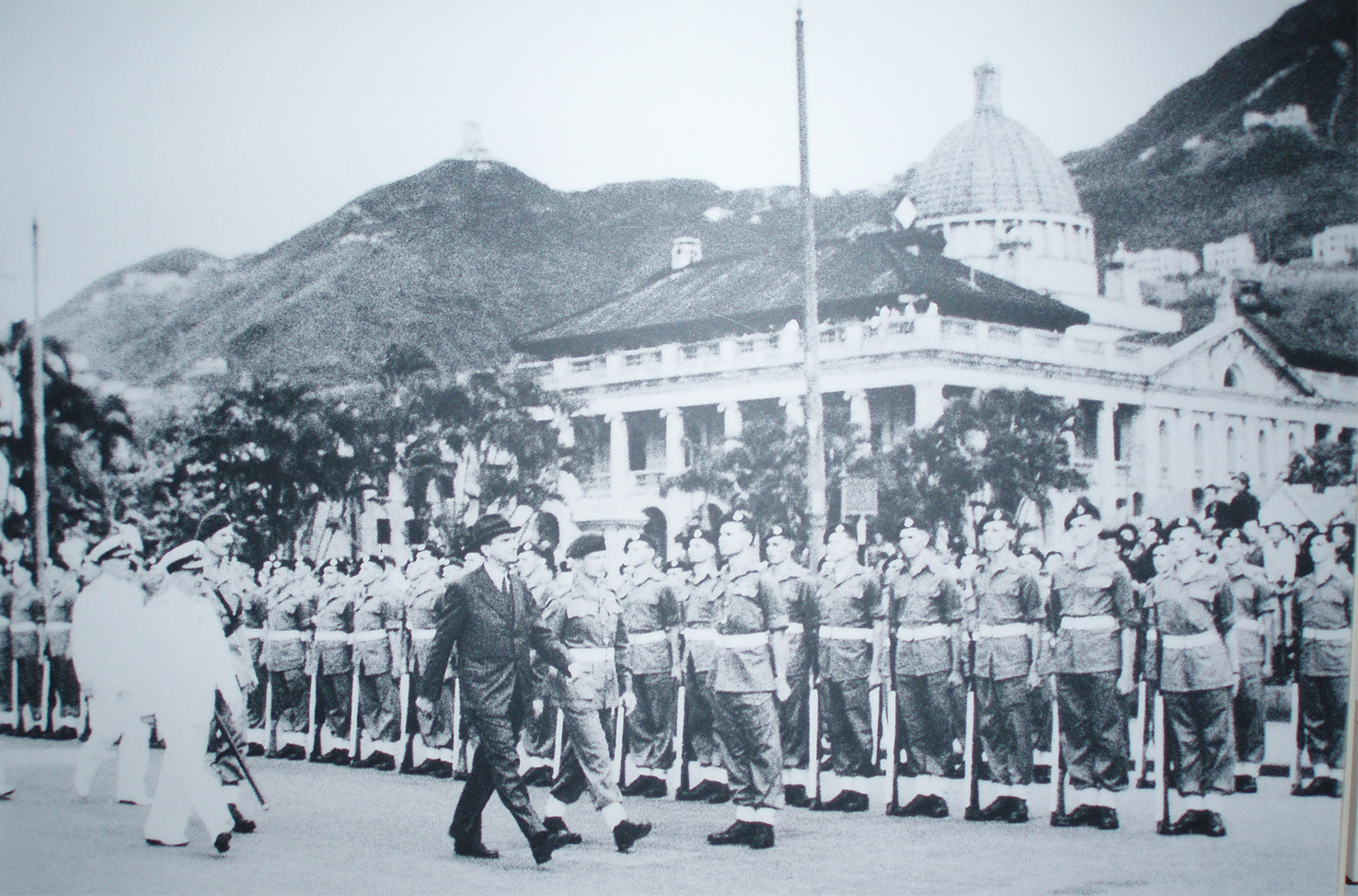
ヤング卿（スーツを着用している）は1946年5月1日香港総督に復帰した。当日は最高法院の外で大型の歓迎式典が催された。

香港総督に復職して間もなく、ヤングは中国系住民に対する差別的な法律をすべて撤廃した。 8月28日、ヤングは大胆にも政治制度改革案を発表し、「香港人が自分たちの問題にもっと責任を持つようになる」ことを望んだ。同年10月、ヤングは正式に提案書を発表し、香港に市議会（Municipal Council）を設置すること、市議会議員の3分の2を選挙で、残りの3分の1を任命制とすること、選挙で選ばれる議員の半数を中国人が、残りの半数を西洋人が直接選挙で選ぶことを提案した。想定される市議会は、当初は消防、レクリエーション施設・市政局の管理を担当し、将来的に状況が許せば、教育、社会福祉、公共インフラの建設、さらには公共事業の管理も担当することになるとされた。
提案によると、市議会の設置に併せて、立法評議会の官守議席数を当初の9議席から7議席に減らし、非官守議席数を1議席増やして8議席とするとした。官守議席のうち5議席は当然議員で、非官守の議席のうち、4議席は非政府組織から推薦され、1議席は太平紳士から、1議席は商会から、そして2議席は新設の市議会から選出されるとした。総督は引き続き立法評議会の議長となり、引き続き選挙権を享受するとした。このパッケージの導入後、この案は一般に「ヤング・プラン」として知られるようになった。
表面的には、この提案は実現しやすいように見えたが、市議会の機能に関するコンセンサスが得られなかったため、その実現は遅れた。中国系住民がたとえこの計画から利益を得ることができたとしても、香港政庁は中国系コミュニティ全体の承認を得ることができなかった。1947年5月17日、ヤングは任期を終えて61歳で引退し、英国に帰国したが、彼の提案に対するコンセンサスは得られなかった。
ヤングが退任した後、7月25日にアレキサンダー・グランサムが香港総督に就任した。当時中国は国共内戦の最中にあり、その後1949年には中国共産党によって中華人民共和国が成立した。このことをきっかけに、戦後の香港には大量の難民が流入することになった。当時の香港と近隣地域の不安定な情勢や香港の将来への不安から、「ヤング・プラン」は何度も延期され、1952年10月、英国下院はこの計画の断念を決定し、香港政府もこれに従った。

### 晚年
香港総督を退任後、ヤングはイングランドのウィンチェスターに住んだ。晩年は熱心な音楽家、ピアニストとして、地元の合唱団に参加したり、古典文学を学んだりして過ごした。1974年5月12日、ウィンチェスターのベレウィーク老人ホーム（Bereweeke Nursing Home）で87歳で死去した。彼は生前ウィンチェスターのラング・ハウス（Lang House）に住んでいたが、死後その旧宅はB＆Bに改装された。

## 家庭
妻はジョセフィン・メアリー・プライス（Josephine Mary Price, CStJ, ? - 1977年4月10日)、であり、その父はウォルター・C・プライス（Walter C. Price）であった。ヤングとジョセフィンには2人の息子と2人の娘がいたが、そのうち最も有名なのがブライアン・ウォルター・マーク（Sir Brian Walter Mark，1922年8月23日－2016年11月11日）である。ブライアンはイギリスの教育者で、チャーターハウス・スクールの校長を長く務めた。

## 栄典

### 受勲
- C.M.G.（1931年[6]）
- O.St.J. （1932年6月24日[21]）
- K.C.M.G.（1934年[6]）
- K.St.J. （1940年6月21日[22]）
- G.C.M.G.（1946年新年受勲リスト[23]）

### 名前の付いた事物
- 香港第11代総督ウィリアム・ロビンソン（英語版）および最後の香港総督クリストファー・パッテンと同様に、香港にはヤングの名を冠した道路や建築物は存在していない。

## 参考資料

### 英語文献
- The Colonial Office List, London: His Majesty's Stationary Office, 1948.
- "YOUNG, Sir Mark Aitchison", Who's Who, London: A & C Black, 1969.
- Frank Welsh, A History of Hong Kong, London: HarperCollins Publishers, 1993.
- "Young, Sir Mark Aitchison (1886–1974)", Oxford Dictionary of National Biography 5th edition, Oxford University Press, 2004.
- Anthony Hamilton Millard Kirk-Greene, On Crown Service, I.B.Tauris, 1999.
- "Hong Kong, 1941- 1945", China and Hong Kong History, Philately and Culture Society, 1 May 1999.
- Jeremy Seekings, "PA'S PENSION": THE ORIGINS OF NON-CONTRIBUTORY OLD-AGE PENSIONS IN LATE COLONIAL BARBADOS, August, 2006.
- "Barbados", theWorldStatemen.org, retrieved on 13 May 2009. アーカイブ 2012年2月14日 - ウェイバックマシン
- "Hong Kong", theWorldStatemen.org, retrieved on 13 May 2009. アーカイブ 2018年8月17日 - ウェイバックマシン
- "Israel", theWorldStatemen.org, retrieved on 13 May 2009. アーカイブ 2012年2月17日 - ウェイバックマシン
- "Tanzania", theWorldStatemen.org, retrieved on 13 May 2009. アーカイブ 2012年2月22日 - ウェイバックマシン

### 中国語文献
- 王賡武主編，《香港史新編（上冊）》。香港：三聯書店（香港）有限公司，1997年。
- 《日寇志—花開、花開上卷》，延陵科學綜合室，造訪於2009年5月13日。 アーカイブ 2020年12月21日 - ウェイバックマシン
- 《日寇志—花開-花開下卷》，延陵科學綜合室，造訪於2009年5月13日。アーカイブ 2012年2月24日 - ウェイバックマシン
- 葉劉淑儀，《葉劉淑儀女士史丹福大學碩士論文發佈》，2006年6月。
- 張連興，《香港二十八總督》，北京：朝華出版社，2007年6月。